# 国民儀礼
国民儀礼（こくみんぎれい）とは、1941年に日本基督教団が定めた儀礼様式のことで、具体的には「宮城遥拝、君が代斉唱、神社参拝」である。

## 日本基督教団の国民儀礼の次第[1]
1. 鐘鳴る　会衆起立、不動姿勢を取る
2. 教職者入場
3. 鐘止む　会衆右向け宮城を向く
4. 国歌奏楽　総員最敬礼
5. キーミーガーアーヨーオーハー　まで済むと総員直れ、上体を起こす
6. 国歌奏楽中　そのまま黙祷（出征軍人傷痍軍人戦没軍人並遺族の為、又大東亜戦争完遂の為）
7. 国歌奏楽終る　会衆左向け
8. 教職者着席
9. 会衆着席
10. 礼拝開始奏楽始まる